# Irán en los Juegos Olímpicos de Pekín 2008
Irán estuvo representado en los Juegos Olímpicos de Pekín 2008 por un total de 54 deportistas, 51 hombres y 3 mujeres, que compitieron en 12 deportes.
La portadora de la bandera en la ceremonia de apertura fue la remera Homa Hoseini.

## Medallistas
El equipo olímpico iraní obtuvo las siguientes medallas:
| Nombre         | Deporte     | Competición |
| -------------- | ----------- | ----------- |
| Oro            |             |             |
| Hadi Saei      | Taekwondo   | –80 kg M    |
| Plata          |             |             |
| —              |             |             |
| Bronce         |             |             |
| Morad Mohamadi | Lucha libre | 60 kg M     |